# Bjarne Henriksen
Bjarne Henriksen (* 18. Januar 1959 in Såderup bei Nyborg, Fünen) ist ein dänischer Film- und Theaterschauspieler.

## Leben und Karriere
Henriksen trat in verschiedenen Theaterstücken am Jomfru Ane Teatret in Aalborg und am Svalegangen Theater in Aarhus auf. In zahlreichen dänischen Filmen spielte er seit 1994 Neben- und Hauptrollen, darunter in Zwei Helden und Das Fest von Thomas Vinterberg, sowie Pizza King, Deep Water – Im Sog der Angst und Chinaman. Henriksen spielte in den Filmen Let’s Get Lost und Monas verden unter der Regie von Jonas Elmer die Hauptrolle. 2005 empfing Hendriksen den FIPRESCI-Preis für seine Darstellung im Film Chinaman auf dem Filmfestival in Karlsbad. 2007 war er neben Sofie Gråbøl in der ersten Staffel von Kommissarin Lund – Das Verbrechen zu sehen. In dem deutschen Dokumentarspielfilm Fräulein Stinnes fährt um die Welt von 2009 spielte er neben Sandra Hüller die Hauptrolle als Carl-Axel Söderström. Zwischen 2010 und 2013 war er in 15 Folgen neben Sidse Babett Knudsen in Borgen – Gefährliche Seilschaften zu sehen.

## Filmografie (Auswahl)

### Kinofilme
- 1996: Zwei Helden (De største helte)
- 1997: Let’s Get Lost
- 1998: Das Fest (Festen)
- 1999: Besessen (Besat)
- 1999: Pizza King
- 2001: Monas verden
- 2004: King’s Game (Kongekabale)
- 2004: Träumer schießen keine Tore (Af Banen)
- 2004: Torremolinos 73
- 2005: Chinaman
- 2008: Wen du fürchtest (Den du frygter)
- 2008: Troubled Water
- 2009: Fräulein Stinnes fährt um die Welt
- 2012: Die Jagd (Jagten)
- 2014: Rettet Weihnachten! (Get Santa)
- 2018: Kursk

### Fernsehfilme und Serien
- 1999: Deep Water – Im Sog der Angst (Dybt vand)
- 2000–2002: Hotellet (Fernsehserie, 31 Folgen)
- 2005: Codename: Medizinmann (Medicinmannen, Fernsehserie, 8 Folgen)
- 2007:	Kommissarin Lund – Das Verbrechen (Forbrydelsen, Fernsehserie, 20 Folgen)
- 2007: Irene Huss, Kripo Göteborg (Irene Huss, Fernsehserie, Folge Tatuerad torso)
- 2009–2010: Blekingegade (Fernsehfünfteiler)
- 2010–2013: Borgen – Gefährliche Seilschaften (Borgen, Fernsehserie, 15 Folgen)
- 2011: Der Verdacht
- 2015–2016: Trapped – Gefangen in Island (Ófærð, Fernsehserie, 10 Folgen)
- 2020: Cry Wolf (Ulven kommer, Fernsehserie, 8 Folgen)
- 2025: Die Affäre Cum-Ex